# شوراب (خلیل‌آباد)
شوراب نام روستایی از توابع بخش شش‌طراز شهرستان خلیل‌آباد در استان خراسان رضوی است. این روستا در دهستان کویر قرار دارد و برپایهٔ سرشماری مرکز آمار ایران در سال ۱۳۸۵، جمعیت آن ۹۳ نفر (۲۲ خانوار) بوده است.